# مورلي كوري
مورلي كوري هو سياسي كندي، ولد في 23 يونيو 1869 في كندا، وتوفي في 11 يوليو 1944. حزبياً، نشط في الحزب الليبرالي الكندي. وقد انتخب عضو برلمان مقاطعة أونتاريو وانتخب عضو مجلس العموم الكندي.